# Róbert Gunnarsson
Róbert Gunnarsson, islandski rokometaš, * 22. maj 1980.
Leta 2004 je na poletnih olimpijskih igrah v Atlanti v sestavi islandske reprezentance osvojil 9. mesto; čez štiri leta pa še bronasto medaljo.